# Kanumarathon-Weltmeisterschaften 2013
Die 21. Kanumarathon-Weltmeisterschaften fanden vom 20. bis 22. September 2013 im dänischen Kopenhagen statt. Der austragende Verband war die ICF.
Die Länge der Strecke betrug 25,8 km, beim Männer-Kajak 30,1 km.
Es wurden vier Wettbewerbe für Männer und zwei Wettbewerbe für Frauen ausgetragen.

## Medaillengewinner

### Herren

#### Canadier
| Disziplin | Gold                            | Zeit      | Silber                                     | Zeit      | Bronze                           | Zeit      |
| --------- | ------------------------------- | --------- | ------------------------------------------ | --------- | -------------------------------- | --------- |
| C1        | Ungarn Marton Köver             | 2:03:22 h | Spanien Manuel Antonio Campos              | 2:03:51 h | Ungarn Tamás Kiss                | 2:06:35 h |
| C2        | Spanien Oscar Grana Ramon Ferro | 1:55:35 h | Spanien Manuel Antonio Campos Diego Romero | 1:55:36 h | Ungarn Attila Gyore Marton Köver | 1:55:58 h |

#### Kajak
| Disziplin | Gold                               | Zeit      | Silber                                 | Zeit      | Bronze                         | Zeit      |
| --------- | ---------------------------------- | --------- | -------------------------------------- | --------- | ------------------------------ | --------- |
| K1        | Südafrika Hank Mcgregor            | 2:10:34 h | Spanien Iván Alonso                    | 2:10:39 h | Frankreich Cyrille Carré       | 2:10:42 h |
| K2        | Spanien Iván Alonso Emilio Merchán | 2:00:59 h | Spanien Walter Bouzan Álvaro Fernández | 2:01:13 h | Südafrika Bálint Noé Milan Noé | 2:02:54 h |

### Damen

#### Kajak
| Disziplin | Gold                                              | Zeit      | Silber                            | Zeit      | Bronze                                    | Zeit      |
| --------- | ------------------------------------------------- | --------- | --------------------------------- | --------- | ----------------------------------------- | --------- |
| K1        | Ungarn Renáta Csay                                | 2:01:26 h | Tschechien Anna Koåã Kovã         | 2:02:34 h | Italien Stefania Cicali                   | 2:04:44 h |
| K2        | Dänemark Henriette Engel Hansen Jeanette Loevborg | 1:53:49 h | Ungarn Renáta Csay Alexandra Bara | 1:54:22 h | Tschechien Anna Koåã Kovãi Lenka Hrochova | 1:54:33 h |

## Medaillenspiegel
| Rang   | Nation     | Gold | Silber | Bronze | Gesamt |
| ------ | ---------- | ---- | ------ | ------ | ------ |
| 1      | Spanien    | 2    | 4      | 0      | 6      |
| 2      | Ungarn     | 2    | 1      | 3      | 6      |
| 3      | Südafrika  | 1    | 0      | 0      | 1      |
| 3      | Dänemark   | 1    | 0      | 0      | 1      |
| 4      | Tschechien | 0    | 1      | 1      | 2      |
| 5      | Frankreich | 0    | 0      | 1      | 1      |
| 5      | Italien    | 0    | 0      | 1      | 1      |
| Gesamt | Gesamt     | 6    | 6      | 6      | 18     |